# Ace (banda)
Ace foi uma banda britânica de rock, que teve notoriedade nos anos 70. Entre seus integrantes estava Paul Carrack, que mais tarde se tornou vocalista co-principal de Mike + The Mechanics e sucessivamente artista solo. A Ace é mais conhecida pelo seu hit "How Long", que foi um dos 20 melhores singles do Reino Unido em 1974, e chegou a 3ª colocação nos Estados Unidos em 1975.

## Carreira
A banda foi formada em dezembro de 1972 em Sheffield como "Ace Flash and the Dynamos", mas o nome logo foi abreviado para "Ace". Os membros foram reunidos de várias bandas profissionais. Carrack e Comer já haviam tocado com a Warm Dust e King com a Mighty Baby, cujos antecedentes eram a banda The Action, de 1960. A Ace fez parte do pub rock. Sua música era uma fusão de pop e funk.
Antes da gravação do primeiro álbum, Five-A-Side, o ex-baterista do Bees Make Honey, Fran Byrne, substituiu Steve Witherington. O single "How Long" foi retirado deste álbum e ganhou sucesso significativo, alcançando o Top 20 no UK Singles Chart e a 3ª colocação da Billboard Hot 100 na primavera de 1975. O álbum Five-A-Side também fez sucesso, chegando ao número 11 na Billboard 200. Carrack, o tecladista e compositor da banda, foi quem gravou "How Long", mas não era o único vocalista. Singles de acompanhamento foram cantados por outros membros da banda. 
A Ace eventualmente mudou-se para os Estados Unidos e substituiu Phil Harris por Jon Woodhead em junho de 1976, lançando seu terceiro e último álbum, No Strings, em janeiro de 1977. Ao contrário dos LPs anteriores, este álbum apresenta uma ênfase nos vocais de Carrack, e dois singles lançados do álbum apresentam ele como vocalista. Os singles, no entanto, não fizeram sucesso e o grupo se separou em julho de 1977, quando Carrack, Comer e Byrne se juntaram à banda de Frankie Miller.
Além de sua carreira solo, Carrack já tocou na banda de Eric Clapton, The Bleeding Heart Band de Roger Waters, no álbum Manifesto da Roxy Music, Squeeze no início dos anos 80, e Mike + The Mechanics no qual ele é mais conhecido. Sua regravação solo de "How Long" chegou a 40ª colocação do Reino Unido em 1996.

## Integrantes
- Paul Carrack (22 de abril de 1951, Sheffield, Yorkshire) – teclado, vocal (1972–1977)
- Alan "Bam" King (18 de setembro de 1946, Kentish Town, Londres) – guitarra, vocal (1972–1977)
- Terry "Tex" Comer (23 de fevereiro de 1949, Burnley, Lancashire) – baixo (1972–1977)
- Phil Harris (nascido Philip Harris, 18 de julho de 1948, Muswell Hill, Londres) – guitarra, vocal (1972–1976)
- Steve Witherington (26 de dezembro de 1953, Enfield, Middlesex) – bateria (1972–1974)
- Fran Byrne (17 de março de 1948, Dublin, Irlanda) – bateria (1974–1977)
- Jon Woodhead – guitarra, vocal (1976–1977)

## Discografia
| Ano  | Álbum            | EUA | CAN | Gravadora      |
| ---- | ---------------- | --- | --- | -------------- |
| 1974 | Five-A-Side      | 11  | 16  | Anchor Records |
| 1975 | Time for Another | 153 | —   | Anchor Records |
| 1977 | No Strings       | 170 | —   | Anchor Records |

| Ano  | Coletâneas                | Gravadora        |
| ---- | ------------------------- | ---------------- |
| 1982 | Six-A-Side                | —                |
| 1987 | How Long: The Best of Ace | —                |
| 1993 | The Very Best of Ace      | —                |
| 2003 | The Best of Ace           | Varèse Sarabande |

### Singles
| Ano  | Título                                 | Melhor posição | Melhor posição | Melhor posição | Melhor posição | Gravadora      | Lado B                                          | Álbum            |
| Ano  | Título                                 | EUA            | AC             | CAN            | UK             | Gravadora      | Lado B                                          | Álbum            |
| ---- | -------------------------------------- | -------------- | -------------- | -------------- | -------------- | -------------- | ----------------------------------------------- | ---------------- |
| 1974 | "How Long"                             | 3              | 24             | 3              | 20             | Anchor Records | "Sniffin' About"                                | Five-A-Side      |
| 1975 | "I Ain't Gonna Stand for This No More" | —              | —              | —              | 51             | Anchor Records | "Rock & Roll Runaway"                           | Time for Another |
| 1975 | "Rock & Roll Runaway"                  | 71             | —              | —              | —              | Anchor Records | "I Ain't Gonna Stand for This No More" (Lado A) | Five-A-Side      |
| 1975 | "No Future in Your Eyes"               | —              | —              | —              | —              | Anchor Records | "I'm a Man"                                     | Time for Another |
| 1977 | "You're All That I Need"               | —              | —              | —              | —              | Anchor Records | "Crazy World"                                   | No Strings       |
| 1977 | "Found Out the Hard Way"               | —              | —              | —              | —              | Anchor Records | "Why Did You Leave Me"                          | No Strings       |